# کلوپنتیکسول
کلوپنتیکسول(به انگلیسی: Clopenthixol) (با نام تجاری Sordinol) یک داروی ضد روان پریشی تیپیکال و از کلاس تیوکسانتن است. این دارو نخستین بار توسط شرکت لوندبک در سال ۱۹۶۱ معرفی شد.
کلوپنتیزکسول مخلوطی از ایزومرهای سیس و ترانس است. زوکلوپنتیکسول، ایزومر خالص سیس این دارو است که بعداً توسط لوندبک در سال ۱۹۶۲ معرفی شدو مورد استفاده بسیار گسترده تری قرار گرفت. خاصیت ضدروانپریشی هر دو دارو به یک اندازه است و از نظر عوارض جانبی نیز مشابه هم هستند، اما از نظر فعالیت دارویی تنها نیمی از جرم کلوپنتزیکسول فعال می‌باشد. همچنین کلوپنتزیکسول خاصیت آرام‌بخشی بیشتری ایجاد می‌کند.
کلوپنتیکسول برای استفاده در ایالات متحده تأیید نشده‌است.